# Holasteroides
Els holasteroides (Holasteroida) són un ordre d'equinoïdeus que inclou una cinquantena d'espècies actuals d'eriçons de mar irregulars.

## Características

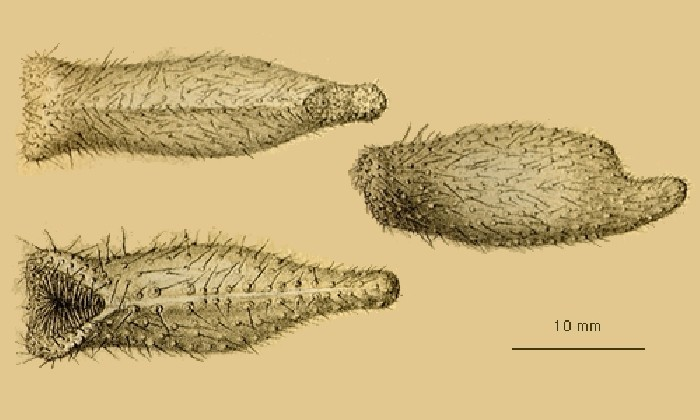
Echinosigra amphora

Els holasteroides es caracteritzen per presentar una simetria bilateral particularment marcada, en especial pel sistema apical, que és molt allargat. En alguns grups abissals contemporanis com els Pourtalesiidae, algunes espècies tenen fins i tot forma d'ampolla. La boca (peristoma) no conté llanterna d'Aristòtil. L'anus (periprocte) ha migrat cap a la perifèria de la closca.

## Taxonomia
L'ordre Holasteroida inclou unes 150 espècies extintes i unes 50 d'actuals, repartides en 13 famílies:
- Família Hemipneustidae (Lambert, 1917) †

- Família Cardiasteridae Lambert, 1917 †

- Família Stegasteridae Lambert, 1917f †

- Família Echinocorythidae Wright, 1857 †
- Família Holasteridae Pictet, 1857 †
- Família Pseudholasteridae (Smith & Jeffery, 2000) †
- Família Stenonasteridae (Lambert, 1922) †
- Família Calymnidae Mortensen, 1907
- Família Carnarechinidae Mironov, 1993
- Família Corystusidae Foster & Philip, 1978
- Família Plexechinidae Mooi & David, 1996
- Família Pourtalesiidae A. Agassiz, 1881
- Família Urechinidae Duncan, 1889